# Sparatoria al centro commerciale Field's
Il 3 luglio 2022, diverse persone sono rimaste coinvolte in una sparatoria nel centro commerciale Field's di Copenaghen, in Danimarca. Le vie circostanti sono state bloccate dalle forze dell'ordine e un uomo danese di 22 anni è stato arrestato dalla polizia di Copenaghen.
Almeno tre persone sono state trasportate al centro traumatologico del Rigshospitalet dopo la sparatoria. Il movente dietro tale attentato risulta ancora imprecisato.
Poco dopo la sparatoria, la famiglia reale danese ha annunciato che un ricevimento organizzato dal principe ereditario Federico è stato annullato. L'evento era stato indetto per celebrare il fatto che la Danimarca ha ospitato le prime tre tappe del Tour de France. La famiglia reale danese ha inoltre dichiarato di essere «profondamente solidale» con «le vittime, i loro parenti e tutti coloro che sono stati colpiti dalla tragedia».
Il cantante britannico Harry Styles avrebbe dovuto esibirsi la sera stessa alle ore venti nella Royal Arena, a meno di un chilometro dal centro commerciale; poco dopo l'accaduto è stato comunicato che il concerto era stato annullato.